# Harold Switzer
Harold Frederick Switzer (* 16. Januar 1925 in Illinois; † 14. April 1967 in Glendale, Kalifornien) war ein US-amerikanischer Schauspieler.
Harold Switzer wurde als zweitjüngstes von vier Kindern von Fred und Gladys Switzer geboren. Während seine beiden Geschwister Carl (* 7. August 1927) und Janice Genevieve Switzer (* 18. März 1923) das Erwachsenenalter erreichten, starb Switzers Bruder, der am 18. Mai 1922 das Licht der Welt erblickte, bereits nach wenigen Wochen im Säuglingsalter.
Wie sein Bruder Carl, der als Alfalfa in der Filmreihe Die kleinen Strolche Berühmtheit erlangte, wirkte auch Harold Switzer an dieser Filmreihe mit. Von 1935 bis 1940 war er in 33 Filmen der Reihe zu sehen, allerdings im Gegensatz zu seinem Bruder meist nur in kleineren Rollen.
Harold Switzer verdiente sich seinen Lebensunterhalt als Besitzer eines Waschsalons. Er heiratete Beverly Osso, mit der sein Bruder Carl einige Jahre zuvor ebenfalls eine Beziehung führte. Das Paar hatte drei Kinder. Nach der Scheidung Mitte der 1960er Jahre führte er eine kurze Beziehung mit einer anderen Frau, die ihm sein viertes Kind gebar. Am 14. April 1967 hatte Switzer einen heftigen Streit mit einem Kunden, den er in dessen Verlauf umbrachte. Daraufhin tötete er erst seine eigene Freundin und beging danach Suizid. Harold Switzer wurde 42 Jahre alt.